# Erdei csörgőkígyó
Az erdei csörgőkígyó (Crotalus horridus) a viperafélék családjába tartozó mérgeskígyófaj. Az Egyesült Államok keleti és déli részén honos, és a Crotalus viridis mellett a legészakibb elterjedésű csörgőkígyófaj.

## Megjelenése

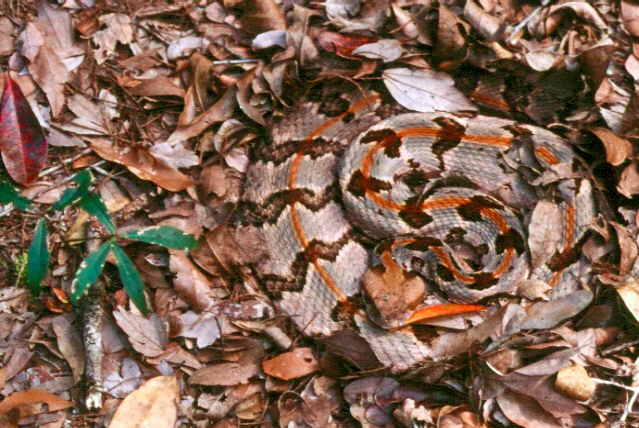
Avarban rejtőző csörgőkígyó

A kifejlett erdei csörgőkígyók mérete 90–150 cm között mozog; leggyakrabban 100–115 cm-esek, súlyuk pedig 0,5-1,5 kg közötti. Az eddig talált legnagyobb példány 189 cm volt.
Háti pikkelyei közepén keskeny hosszanti kiemelkedés húzódik végig. A pikkelyek a törzsön 21-26 sorba rendeződnek (jellemzően 25 sorba elterjedésének déli részén, 23-ba pedig az északin). A hímek 158-177, a nőstények pedig 163–183 hasi pikkellyel rendelkeznek. A hímeknek 20–30, a nőstényeknek 15-26 farok alatti pikkelyük van. Az orrpikkely magassága valamivel nagyobb mint a szélessége. A szemet 5-7 pikkely veszi körbe.
Testük alapszíne sárgásbarna vagy szürke, amin feltűnő sötétbarna vagy fekete keresztcsíkozás figyelhető meg. A keresztsávok egyenesek, M vagy V-alakúak is lehetnek, szélük szabálytalan, cikcakkos. Sok példány gerincén keskeny rozsdavörös csík húzódik végig. Hasi oldala egyenletesen vagy feketével pettyezett sárgás színű. Gyakori közöttük a melanizmus, egyes példányok egészen sötétek, sőt szinte egyöntetűen feketék.

## Elterjedése
Az Egyesült Államok keleti és déli államaiban honos, elterjedésének északi határa Minnesota és New Hampshire, délen pedig Kelet-Texasig és Észak-Floridáig terjeszkedik. Korábban Kanada Ontario és Quebec tartományainak déli részén is előfordult, de 2001 óta a kanadai hatóságok hivatalosan is kipusztultnak nyilvánították.

## Életmódja
Az erdei csörgőkígyó elsősorban domb- és hegyvidékek lomberdeiben fordul elő. A vemhes nőstényekkel nyaranta a déli fekvésű, nyílt lejtők gyorsan felmelegedő szikláin lehet találkozni, míg a hímek és nem vemhes nőstények inkább a hűvösebb, zárt lombkoronájú, erdős részeken fordulnak elő.  A csörgőkígyók földalatti odúkban, sziklahasadékokban telelnek át; sok esetben rezesfejű mokaszinkígyókkal és fekete patkánysiklókkal közösen.
Elsősorban kisemlősökkel táplálkoznak, de kisebb madarak, békák, gyíkok, kígyók (főleg siklók, bár képesek más csörgőkígyók megölésére) is szerepelhetnek az étlapjukon. Egyik vadásztaktikájuk, hogy kidőlt fatörzsek tetején rejtőzve várják, hogy a talajon futkározó zsákmány közel érjen és akkor megmarják. Egy felmérés szerint az erdei csörgőkígyók zsákmányállatai közé a következő nemek tartoztak: amerikaiegér (Peromyscus, 33,3%), pocok (Microtus, 10,9%), csíkosmókus (Tamias, 10,6%), vattafarkú nyúl (Sylvilagus, 10,4%), gyapotegér (Sigmodon, 5,3%) és mókus (Sciurus, 4,2%). A fiatal kígyók jellemzően kisebb állatokra (pl. cickány) vadásznak és csak a felnőttek képesek egy nyúl elejtésére. A madarak közül főleg a földön fészkelő fajok (pl. fürjek) vannak veszélyben, de meglepően sok énekesmadár is a kígyók áldozatául esik.

## Mérge

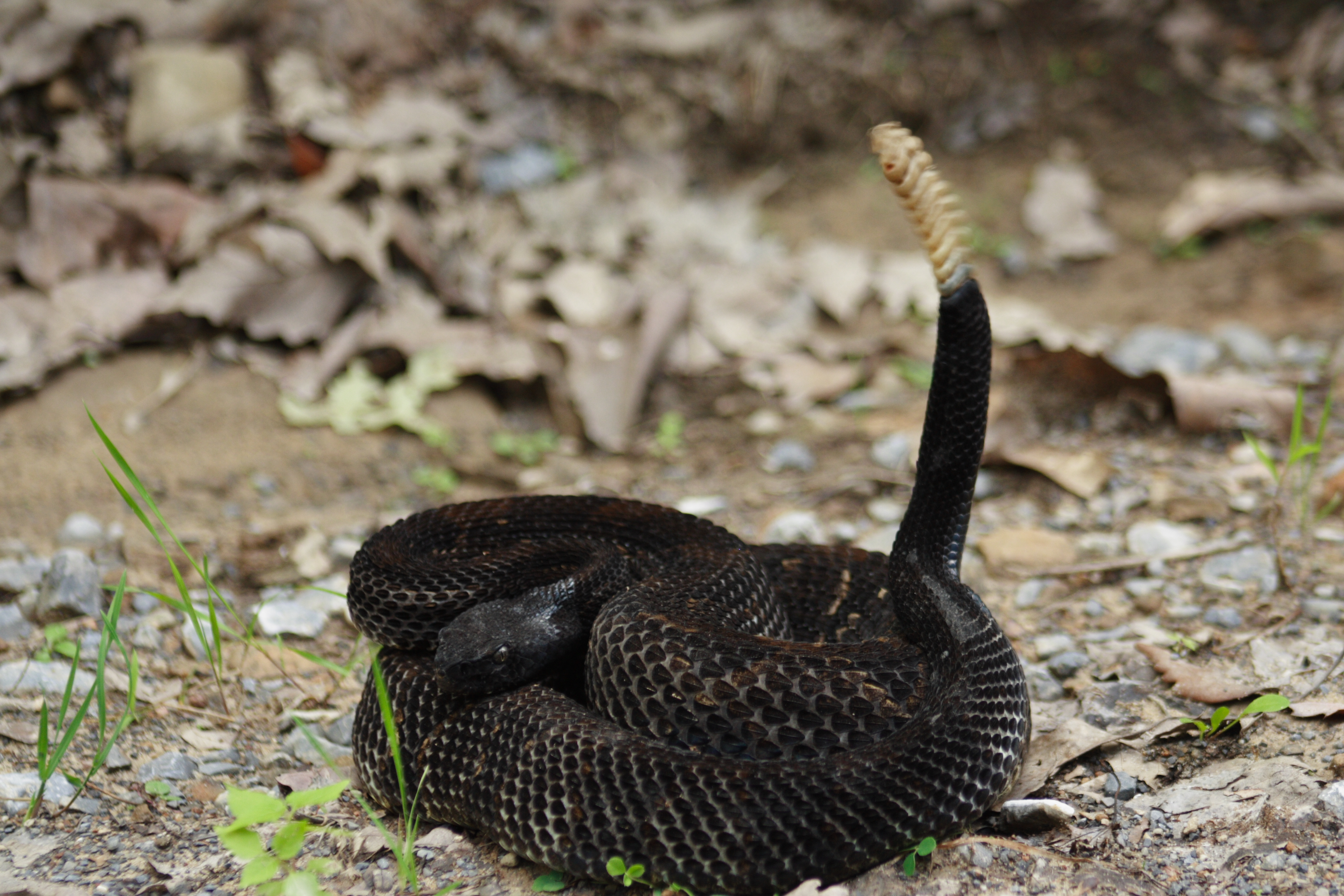
Fekete színváltozata

Az erdei csörgőkígyó nagy mérete, hosszú méregfogai és nagy mennyiségű mérge miatt Észak-Amerika egyik legveszélyesebb mérgeskígyója. Az emberre is veszélyes marások számát csökkenti, hogy kevéssé agresszív és hogy az év nagy részét teleléssel tölti. Ha megzavarják előbb farka végén található csörgőit rázza és figyelmeztetően néhányszor támadója felé sújt és csak azután mar.
A fajon belül jelentős eltérések lehetnek a méreg összetételében (ami egyébként a többi csörgőkígyófajra is jellemző). Négy nagyobb csoportot azonosítottak: az A típus főleg neurotoxinokat (foszfolipáz A2 enzimet és izombénulást okozó miotoxint) tartalmaz és a kígyó elterjedési területének déli részén jellemző. A mérgezés egyik fő tünete az egész testre kiterjedő izomrángások. A B típusban véralvadásgátló és fehérjebontó anyagok vannak és főleg északon és kisebb mértékben délkeleten található meg. Az A + B típus az előző kettő találkozásánál, Délnyugat-Arkansasban és Észak-Louisianában fordul elő. A C típusú méregből hiányoznak a fenti összetevők és viszonylag veszélytelen.

## Kulturális vonatkozások

A Gadsden-zászló

Az erdei csörgőkígyó félelmetes hírneve miatt az amerikai függetlenségi háború idején a felkelők egyik szimbóluma volt. 1755-ben Benjamin Franklin az Egyesült Államok címerállatának javasolta. Megjelent a Gadsden-zászlón és az 1778-ban Georgia államban kiadott húszdolláros bankjegyen is.
Az erdei csörgőkígyó 2008 óta Nyugat-Virginia állami hüllőfaja.

## Természetvédelmi helyzete
A faj a Természetvédelmi Világszövetség Vörös listáján széles elterjedtsége, nagy és stabil populációi miatt "nem fenyegetett" státusszal szerepel. New Jersey, Vermont, Massachusetts, Virginia, New Hampshire, Indiana és Ohio államokban védett; New York, Connecticut, Illinois, Minnesota és Texas államokban pedig veszélyeztetett státuszú. Maine-ből és Rhode Islandból kipusztult, New Hampshire-ben pedig csak egy populációja maradt és a kihalás szélén áll. Az Appalache-hegységben a védettség ellenére folyamatosan csökken a számuk.

## Fordítás
- Ez a szócikk részben vagy egészben  a   Crotalus horridus című angol Wikipédia-szócikk ezen változatának fordításán alapul.  Az eredeti cikk szerkesztőit annak laptörténete sorolja fel. Ez a jelzés csupán a megfogalmazás eredetét és a szerzői jogokat jelzi, nem szolgál a cikkben szereplő információk forrásmegjelöléseként.